# Gholam Reza Ramezani
Gholam Reza Ramezani (persky غلامرضا رمضانی) (* 1960 Arák), někdy uváděný jako Gholamreza Ramezani, je íránský režisér, scenárista a producent, známý zejména jako autor dětských filmů.
Narodil se v roce 1960 v íránském hlavním městě Teheránu. Svou profesionální uméleckou kariéru začínal už v roce 1983, zprvu jako asistent režiséra či scenáristy a produkční. Jedním z 11 filmů, na nichž takto spolupracoval, byl i Davandeh (Běžec, 1984) režiséra Amira Naderiho. Sám pak napsal a režíroval několik úspěšných dětských filmů.
První dva Ramezaniho celovečerní snímky zpracovávaly téma vztahu otce a syna. Byly jimi Oboor az tale (Překonání nástrahy / Uniknout pasti, 1993) a Charkh (Kočár, 1998). Druhý z nich získal v roce 2000 Zlatý střevíček za nejlepší hraný film pro děti na Mezinárodním festivalu filmů pro děti a mládež ve Zlíně a za autorovy účasti byl uveden i na Letní filmové škole v Uherském Hradišti. Zlínského festivalu se Ramezani účastnil také v roce 2004 jako člen hlavní poroty. Po filmu Bazi (Hra, 2004), uvedeném mimo jiné na Febiofestu 2006, přišel Hayat (Život, 2005), jenž získal na zlínském festivalu v roce 2007 zvláštní uznání. Dále následovaly Ghofl-saz (Zámečník, 2006) a Sabz-e-Koochak (کچوک زبس‎, Sám, 2007) a Class 3B (Třída 3B, 2011).